# Gilia nevinii
Gilia nevinii är en blågullsväxtart som beskrevs av Asa Gray och Lyon. Gilia nevinii ingår i släktet gilior, och familjen blågullsväxter. Inga underarter finns listade i Catalogue of Life.